# Lizanne Bussières
Lizanne Bussières (* 20. August 1961 in Frelighsburg, Québec) ist eine ehemalige kanadische Langstreckenläuferin, die sich auf den Marathon spezialisiert hatte.
1983 kam sie bei den Crosslauf-Weltmeisterschaften in Gateshead auf den 45. Platz und siegte beim Montreal-Marathon. Im Jahr darauf wurde sie Dritte beim Ottawa-Marathon und Vierte beim New-York-City-Marathon.
1986 wurde sie Dritte beim Boston-Marathon und Vierte beim Marathon der Commonwealth Games in Edinburgh.
1988 belegte sie bei den Crosslauf-Weltmeisterschaften in Auckland den 26. Platz, wurde Fünfte in Boston und lief beim Marathon der Olympischen Spiele in Seoul auf Rang 26 ein. Bei der Universiade 1989 in Duisburg gewann sie Bronze über 10.000 Meter. 1990 wurde sie bei den Commonwealth Games in Auckland jeweils Neunte über 3000 und 10.000 Meter und Zweite beim Los-Angeles-Marathon.
1992 qualifizierte sie sich mit einem fünften Platz in Los Angeles für den Marathon der Olympischen Spiele in Barcelona, bei dem sie nicht das Ziel erreichte. 1993 siegte sie beim Around the Bay Road Race und beim Pittsburgh-Marathon, 1994 gewann sie bei den Spielen der Frankophonie über 10.000 Meter und beim Marathon der Commonwealth Games in Victoria jeweils Silber und wurde Elfte beim Tokyo International Women’s Marathon.
1986 schloss sie ihr Medizinstudium an der McGill University ab.

## Bestzeiten
- 3000 m: 8:52,69 min, 10. August 1989, Montreal
- 5000 m: 15:44,16 min, 18. Juni 1988, Sherbrooke
- 10.000 m: 32:28,38 min, 29. August 1989, Duisburg
- 30-km-Straßenlauf: 1:47:03 h, 28. März 1993, Hamilton
- Marathon: 2:30:57 h, 18. April 1988, Boston